# Troy Donockley

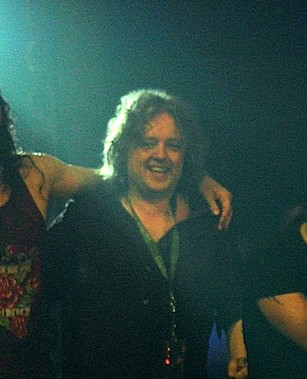
Troy Donockley cu Nightwish în 2007

Troy Donockley (n. 30 mai 1964) este un compozitor și multi-instrumentist englez cunoscut pentru evoluția sa la pipe irlandeze. El este membru de sesiune al formației symphonic metal Nightwish din 2007, și s-a alăturat în lotul permanent al trupei în octombrie 2013.

## Discografie

### Solo
- The Unseen Stream (1998) (remastered 2005)
- The Pursuit of Illusion (2003)
- The Madness of Crowds (2009)

### Cu Nightwish
- Dark Passion Play (2007) (as guest)
- Made in Hong Kong (And in Various Other Places) EP (2009) (as guest)
- Imaginaerum (2011) (as guest)
- Showtime, Storytime (2013)

### Cu Iona
- Iona (1988) (as guest)
- The Book of Kells (1992) (as guest)
- Beyond These Shores (1993) (as guest)
- Journey Into The Morn (1996)
- Heaven's Bright Sun (1997)
- Woven Cord (1999)
- Open Sky (2000)
- The River Flows (2002)
- The Circling Hour (2006)

### Cu Maddy Prior
- Flesh and Blood (1997)
- Ravenchild (1999)
- Ballads and Candles (2000)
- Arthur The King (2001)
- Lionheart (2003)

### Cu You Slosh
- Glorious Racket (1989)
- Lift Me Up (1991)

### Cu The Bad Shepherds
- Yan, Tyan, Tethera, Methera! (2009)
- By Hook or By Crook (2010)

### Cu Dave Bainbridge
- When Worlds Collide (2005)
- From Silence (2005)
- From Silence (DVD) (2005)

### Ca muzician invitat / de sesiune
- The Enid - The Seed and the Sower (1987)
- Barbara Dickson - Parcel of Rogues (1994), Full Circle (2004)
- Kathryn Tickell - Debatable Lands (1999)
- Mostly Autumn - The Spirit of Autumn Past (1999), The Last Bright Light (2001), Passengers (2003), Storms Over Still Water (2005), Storms Over London Town (2006), Heart Full Of Sky (2007), Glass Shadows (2008), Go Well Diamond Heart (2010)
- Roy Harper – Royal Festival Hall Live - June 10th 2001 (2001)
- Mermaid Kiss - Etarlis (2007)
- Magenta - Home (2006), Metamorphosis (2008)
- Kompendium - Beneath The Waves (2012)
- Ayreon - The Theory of Everything (2013)